# Paul do Mar
Paul do Mar é uma freguesia portuguesa do município da ), na ilha da Madeira, Região Autónoma da Madeira, com 1,7 km² de área e 635 habitantes (censo de 2021). A sua densidade populacional é 373,5 hab./km².
Paul do Mar tem uma estrada que liga Porto Moniz e Santana e Calheta e Funchal. As atividades principais são a agricultura e pesca. Tem costa no Oceano Atlântico a oeste e montanhas a norte e nordeste.

## Demografia
A população registada nos censos foi:
| Distribuição da População por Grupos Etários | Distribuição da População por Grupos Etários | Distribuição da População por Grupos Etários | Distribuição da População por Grupos Etários | Distribuição da População por Grupos Etários |
| -------------------------------------------- | -------------------------------------------- | -------------------------------------------- | -------------------------------------------- | -------------------------------------------- |
| Ano                                          | 0-14 Anos                                    | 15-24 Anos                                   | 25-64 Anos                                   | > 65 Anos                                    |
| 2001                                         | 182                                          | 158                                          | 414                                          | 131                                          |
| 2011                                         | 135                                          | 124                                          | 470                                          | 142                                          |
| 2021                                         | 59                                           | 74                                           | 339                                          | 163                                          |

## Património
- Igreja Paroquial do Paul do Mar (padroeiro: Santo Amaro)

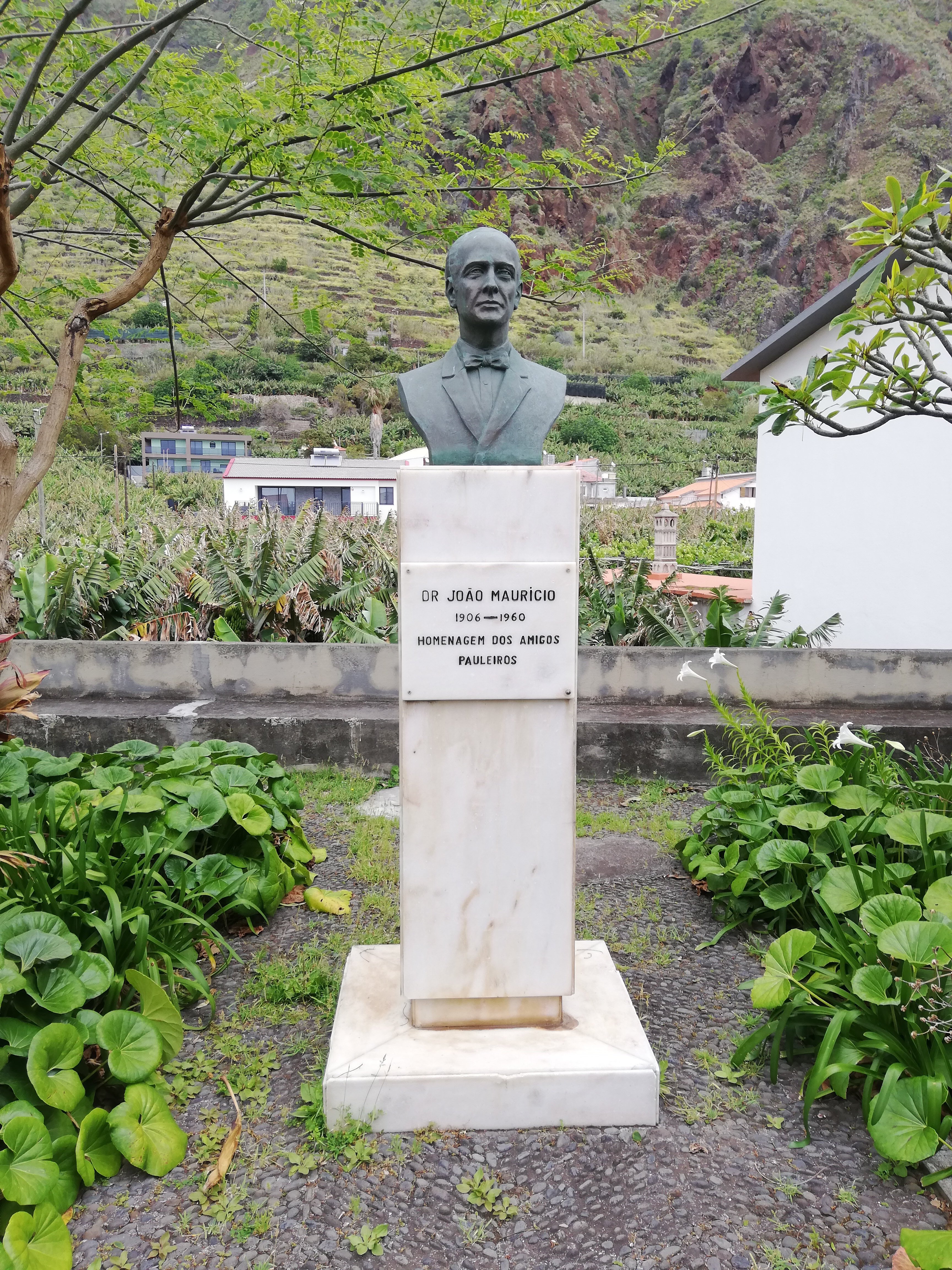
Estátua de bronze, Dr. João Maurício Abreu dos Santos

- Estátua de bronze, Dr. João Maurício Abreu dos SantosPersonalidades
Dr. João Maurício Abreu dos Santos. Nasceu no Paul do Mar, a 17 de Setembro de 1906, foi uma das personalidades mais reconhecida[7] no Paul do Mar. Foi um prestigiado médico, (terminou o curso de Medicina em Coimbra no ano de 1935) que prestou elevados serviços aos pauleiros. Foi uma personagem que marcou pela positiva e pelo humanismo. A maior prova disso é uma estátua de homenagem “dos amigos pauleiros”. Esta é a única homenagem pública prestada pelos pauleiros a um ilustre homem. A referida estátua está situada no sítio do Serrado da Cruz. Chegou a ser Presidente da Câmara de Calheta, onde assumiu a construção de muitos fontanários no concelho, de forma a haver uma distribuição de água potável às populações mais carenciadas. Dr. João Maurício Batista Abreu dos Santos. Era um médico-cirurgião de elevado prestigio regional, foi uma figura sui generis, por ser uma pessoa multifacetada. Além de ser médico, gostava de escrever e sobretudo tinha uma paixão pela agricultura. Era um pauleiro, amante da sua terra, defensor dos bons costumes e tradições, como também era um homem que lutava pelos seus ideais.

## Ver também

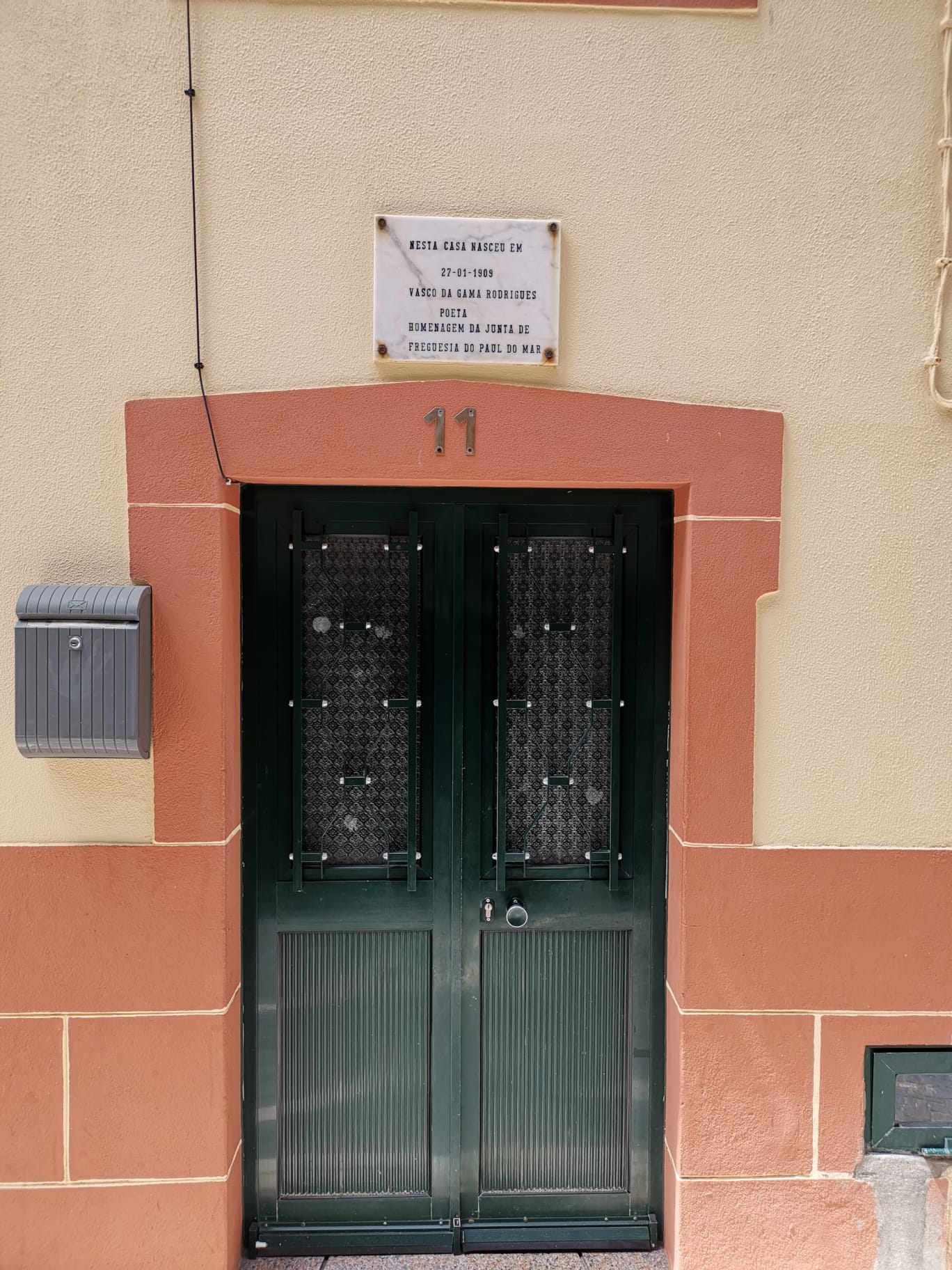
Esta foi a casa onde viveu o Poeta Português Vasco da Gama Rodrigues

## Freguesias próximas
- Jardim do Mar, sul
- Fajã da Ovelha, noroeste